# الیسون سایدور
الیسون سایدور (انگلیسی: Alison Sydor؛ زادهٔ ۹ سپتامبر ۱۹۶۶) دوچرخه‌سوار اهل کانادا است.
وی در مسابقات کشوری و بین‌المللی در مجموع برندهٔ ۴ مدال طلا، ۶ مدال نقره، ۴ مدال برنز شده‌است.